# Demetrio Zaccaria
Demetrio Zaccaria (Vicenza, 6 aprile 1912 – Vicenza, 27 novembre 1993) è stato un imprenditore italiano.
Viene ricordato soprattutto come bibliofilo e fondatore della Biblioteca Internazionale La Vigna di Vicenza.

## Biografia
Fu pilota d'aviazione volontario durante la guerra d'Etiopia e lì rimase diventando imprenditore di successo, con diverse aziende di cui un calzaturificio. Dopo essere stato prigioniero di guerra in Kenya, ricominciò da capo la vita nel mondo degli affari accumulando un patrimonio ingente.
Dopo essersi imbattuto per caso in un libro di enologia nel 1951 a New York, cominciò ad interessarsi alla materia. Dall'acquisto del primo libro, Dictionary of Wine di Frank Schoonmaker, alla creazione di una biblioteca di carattere internazionale al servizio degli studiosi e degli appassionati passarono vent'anni.
Zaccaria partecipò a convegni internazionali, strinse importanti relazioni in tutto il mondo, iniziando a dedicarsi con assiduità all'acquisto sistematico di libri antichi e rari. Fondamentale fu l'incontro a Londra con André Simon, fondatore della International Wine and Food Society, autore di importanti opere di bibliografia sulla gastronomia e sul vino, oltre che figura di primo piano nel mondo del commercio dello Champagne, che divenne per Zaccaria modello da seguire.
Nei primi anni settanta da Toscolano, in riva al Garda, dove viveva dal 1958, Zaccaria si trasferì definitivamente a Vicenza con tutti i suoi volumi, ormai diventati qualche migliaio. Nel 1980 acquistò Palazzo Brusarosco, sede dell'attuale biblioteca. L'anno dopo, ormai settantenne, preoccupato per le sorti della sua collezione e dopo vari e infruttuosi tentativi di darle una sistemazione, donò il palazzo insieme all'intera raccolta di circa 10.000 volumi al Comune di Vicenza, assumendo il ruolo di segretario generale del Centro di Cultura e Civiltà Contadina, nonché di direttore della Biblioteca Internazionale “La Vigna”.
Le sue conoscenze di bibliofilo lo resero prezioso collaboratore di Antonio Saltini per la redazione dell'opera in quattro volumi Storia delle scienze agrarie.
Nel 1985 fu nominato “socio onorario per meriti eccezionali” della Gesellschaft für Geschichte des Weines, la società tedesca per la storia del vino di Wiesbaden; nel 1985-1986, gli fu conferito per due anni consecutivi il “Premio di ricerca storica” nell'ambito del Premio internazionale di letteratura e giornalismo “Barbi-Colombini”. Nel 1987 fu nominato Accademico della vite e del vino e nel 1988 membro dell'Accademia Olimpica di Vicenza.
Morì il 27 novembre 1993.